# Paralastor alexandriae
Paralastor alexandriae är en stekelart som beskrevs av Perkins 1914. Paralastor alexandriae ingår i släktet Paralastor och familjen Eumenidae. Inga underarter finns listade i Catalogue of Life.